# Pizza of Death Records
Pizza of Death Records ist ein unabhängiges Plattenlabel, das 1999 von Ken Yokoyama, dem Gitarristen der japanischen Punkband Hi-Standard, gegründet wurde. Pizza of Death Records zählt zu den erfolgreichsten Independent-Labeln in Japan. Nach anfänglichem Fokus auf japanische Bands veröffentlicht und vertreibt das Label mittlerweile auch Alben europäischer und US-amerikanischer Punk-Bands.

## Veröffentlichungen
Die erste Veröffentlichung von Pizza of Death Records war das Album Making the Road der Gruppe Hi-Standard. Das Album wurde in Japan mehr als eine Million Mal verkauft, und der internationale Vertrieb erfolgte durch das US-Punk-Label Fat Wreck Chords. 2002 produzierte Yokoyama das Debütalbum von Hawaiian6, das in Japan über 150.000 Mal verkauft wurde. 2004 veröffentlichte Ken sein erstes Soloalbum The Cost of My Freedom. Sein zweites Album Nothing but Sausage verkaufte sich innerhalb weniger Tage mehr als 50.000 Mal.
Pizza of Death Records hat Alben unter anderem folgender Bands veröffentlicht:
- Husking Bee
- Me First and the Gimme Gimmes
- Good Riddance
- Snuff
- Venerea
- Satanic Surfers
- Billy No Mates